# 영산포여자중학교
영산포여자중학교(榮山浦女子中學校)는 대한민국 전라남도 나주시 이창동에 있는 공립 중학교이다.

## 학교 연혁
- 1928년 4월 21일 : 영산포 공립 실과 여학교 개교
- 1950년 5월 3일 : 영산포여자중학교로 개칭
- 2013년 11월 1일 : '책나루 도서관' 완공
- 2023년 3월 1일 : 교육복지우선지원 사업학교 재지정(3년간)
- 2025년 1월 8일 : 제95회 33명 졸업(졸업생 총수 12,333명)
- 2025년 3월 1일 : 제28대 김화진 교장 부임

## 참고 자료
- 영산포여자중학교 - 한국교육학술정보원 학교알리미